# Gombei Jamamoto
Gombei Jamamoto (japonsky: 山本 権兵衛; 26. listopadu 1852 Kagošima – 8. prosince 1933 Tokio) byl japonský admirál a politik, premiér Japonska v letech 1913–1914 a 1923–1924. V letech 1898–1906 byl ministrem námořnictva a roku 1923 ministrem zahraničních věcí.

## Život
Narodil se v samurajské rodině. Jako mladík se zúčastnil anglo-sacumské války. Později se zúčastnil na císařské straně války Bošin, která ukončila šógunát Tokugawa. Bojoval v bitvě u Toby a Fušimi. Byl také na palubě jedné z lodí, které v roce 1869 pronásledovaly Takeakiho Enomota a zbytky tokugawské flotily na Hokkaidó.
Po uchopení moci císařem Meidžim začal studovat Japonskou císařskou námořní akademii (Kaigun heigakkó). Po promoci v roce 1874 se vydal na cvičnou plavbu do Evropy a Jižní Ameriky na palubě lodí německého císařského námořnictva v letech 1877 až 1878. Napsal dělostřelecký manuál, který se stal standardem pro japonské císařské námořnictvo a sloužil jako výkonný důstojník křižníku Naniwa na jeho zkušební plavbě z Newcastlu upon Tyne do Japonska (1885 až 1886). Poté, co sloužil jako kapitán korvety Amagi, doprovázel ministra námořnictva Kabajamu Sukenoriho na cestě do Spojených států a Evropy, která trvala více než rok (1887 až 1888). Jako velitel křižníku Takao podnikl tajnou misi za čchingským generálem Jüan Š'-kchajem do Koreje (1890). Poté převzal velení lodi Takačiho.
Od roku 1893 pracoval pod svým patronem, ministrem námořnictva Saigó Cugumičim, a stal se skutečným vůdcem námořnictva. Prosadil četné reformy. Prosazoval také agresivní strategii vůči Číně v první čínsko-japonské válce (1894–1895). V roce 1895 byl povýšen na kontradmirála a v roce 1898 na viceadmirála.
V listopadu 1898 byl jmenován ministrem námořnictva ve druhé vládě Jamagata Aritoma. Vytvořil strategii, v níž za hlavní hrozbu bylo označeno Rusko. Prosazoval modernizaci loděnic a oceláren a zvýšení dovozu uhlí vyšší kvality ze Spojeného království pro efektivnější pohon svých válečných lodí. Navenek byl silným zastáncem anglo-japonské aliance. Přiměl císaře Meidžiho, aby se na veřejnosti objevil v námořní uniformě, což měl být důkaz zvýšené nezávislosti a prestiže námořnictva. Roku 1904 byl povýšen na admirála. Když v února 1904 vypukla jím očekávaná rusko-japonská válka, prokázal vůdčí schopnosti. V roce 1907 byl povýšen na hraběte (hakušaku).
V únoru 1913 se stal premiérem a zároveň vůdce politické strany Rikken Seijukai (Asociace přátel konstituční vlády). Zrušil pravidlo, že ministr námořnictva i ministr armády musí být důstojníky v aktivní službě. Toto pravidlo v minulosti poskytovalo armádě kontrolu nad vládou, protože armáda mohla odvolat svého ministra a odmítnout jmenovat nástupce, čímž vláda padala. Získal si tím pověst liberála. Jeho vláda však byla též sužována obviněními z korupce. V dubnu 1914 byl nucen rezignovat s celým svým kabinetem, když převzal odpovědnost za skandál kolem vyzbrojování námořnictva firmami Siemens a Vickers.
Byl poté převelen do námořních rezerv a během první světové války zůstal odsunut na vedlejší kolej. Byl znovu povolán k řízení kabinetu 2. září 1923, poté co premiér Kató Tomosaburó zahynul při velkém zemětřesení v Kantó. Vynaložil velké úsilí na obnovu Tokia, které bylo tímto zemětřesením taktéž těžce poškozeno. Pokusil se také protlačit všeobecné volební právo pro muže. V lednu 1924 byl však se svým kabinetem nucen znovu rezignovat, tentokrát kvůli pokusu Namba Daisukeho o atentát na prince regenta Hirohita v prosinci 1923 (Toranomonský incident). Vláda byla za tento atentát činěna zodpovědná.
Následně se zcela stáhl z politického života. Návrhy, aby se stal jedním z genró, tedy členem jakési neformální rady starších, tradičně dosti vlivné, byly vehementně odmítány jeho celoživotním politickým nepřítelem Saiondžím Kinmočim, který také zablokoval jeho jmenování do Tajné rady, poradního sboru panovníka. V prosinci 1933, devět měsíců po smrti své ženy, Jamamoto zemřel na komplikace způsobené benigní hyperplazií prostaty ve svém domě v Takanawě v Tokiu.